# علم الأصوات الفيزيائي
علم  الأصوات السمعية أو  الصوتية  هو مجال فرعي لعلم الأصوات، الذي يختص بالجوانب السمعية لأصوات الحديث أو الكلام، علم الأصوات السمعية أو الصوتية يدرس الخصائص التي تتغير بتغير المجال الزمني مثل معدل السعة للموجة التربيعية، أو مُدتها، أو ترددها الأساسي، أو خصائص مجال التردد مثل تردد الطيف، أو حتى الخصائص التي تربط الزمن والطيف معاً وعلاقة هذه الخصائص بفروع علم الأصوات الأخرى (على سبيل المثال علم الأصوات التلفظية أو الصوتيات السمعية)، دراسة علم الأصوات السمعية أو الصوتية يلخص المفاهيم اللغوية مثل الصوتيات، أوالعبارات، أو النطق.
لقد تم تعزيز الدراسة الصوتية كثيرًا في أواخر القرن التاسع عشر بواسطة إديسون فونغراف. لقد سمح الفونغراف بتسجيل لغة إلاشاره مع تصفيتها كل مره باستخدام مرشح مختلف لتمرير النطاق، ويمكن بناء برنامج طيفي لخطاب الكلام. وفي العقدين الأخيرين من القرن التاسع عشر نشر لوديمار هيرمان مجموعة من المقالات في سجلات البلوقرز. ولقد تطرق في مقالاته للخصائص الطيفية للأحرف الساكنة باستخدام جهاز إديسون فونغراف. ولقد تم ذكر مصطلح صفة صوت الكلام لأول مره في مقاله. كما قام هيرمان بإعادة تسجيل حرف العلة المصنوع من جهاز إديسون فونغراف على سرعة مختلفة للتمييز بين نظريتي ويليز وويتستون في إنتاج حرف العلة.
تم تحقيق المزيد من التقدم في مجال علم الأصوات السمعية أو الصوتية بفضل تطوير صناعة الهاتف، (بالمناسبة كان والد ألكسندر جراهام بيل، ألكسندر ميلفيل بيل عالِم صوتي)، خلال الحرب العالمية الثانية، عمل في مختبرات بيل الهاتفية (الذين اخترعوا المطياف وهو جهاز يستخدم لقياس طول الموجات الصوتية) التي سهلت دراسة خصائص الطيف لموجات الصوت المتكررة والغير متكررة الناتجة من الشكل الطيفي الناتج عن الرنين الصوتي للجهاز الصوتي البشري والناتج أيضًا من صدى الحبال الصوتية ومن علم العروض الذي يهتم بخصائص المقاطع ووحدات الكلام الكبيرة إلخ.
تسجيل الاصوات باستخدام التخطيط البياني هو أحد أهم المميزات التي تم اقتراحها من قبل قناة تلفازية في عام 1995، والذي يقرّب ويشير إلى مصدر الصوت والذي اثبت انه فعال جدا ودقيق في تسجيل الموجات الصوتية المسموعه، استعرض الدكتور انغاري جانيسان راماكريشنان وآخرون في عام 2015 تحديد إشارة مصدر الصوت بواسطة تحويل جيب التمام المنفصل المتزامن (cosine) كمتجه  ليتم تقييمه ومن ثم التعرف عليه، والذي ساعد أيضا في معرفة لحظة اغلاق الحلق عند النطق ببعض الحروف.
على المستوى النظري، يمكن نمذجة الاصوات الصوتية بطريقة تشبه الدوائر الكهربائية. كان اللورد رايلي من أوائل من أدركوا أن النظرية الكهربائية الجديدة يمكن استخدامها في الصوتيات، لكن لم يتم استخدام نموذج الدائرة بفعالية حتى عام 1941، في كتاب لشيبا وكاجياما بعنوان «حرف العلة: طبيعتها وهيكلها». (تم نشر هذا الكتاب من قبل مؤلفين يابانيين يعملون في اليابان باللغة الإنجليزية في أوج الحرب العالمية الثانية). في عام 1952، كتب رومان جاكوبسون وجونار فانت وموريس هالي «تمهيدات لتحليل الكلام»، وهو عمل أساسي يربط الصوتيات الصوتية والفونولوجية نظرية معا. تبع هذا الكتاب الصغير في عام 1960 لفانت «النظرية الصوتية لإنتاج الكلام»، والتي ظلت الأساس النظري الرئيسي للبحوث الصوتية في كل من الأكاديمية والصناعة. (كان فانت منخرطًا جدًا في صناعة الهاتف).